# Isotrias joannisana
Isotrias joannisana is een vlinder uit de familie bladrollers (Tortricidae). De wetenschappelijke naam is voor het eerst geldig gepubliceerd in 1921 door Turati.
De soort komt voor in Europa.